# Coopérative maritime turballaise
La coopérative maritime turballaise est une société française spécialisée dans les services et le commerce interentreprises de fournitures et équipements en lien avec l'activité halieutique exercée dans la commune de La Turballe, dans le département français de la Loire-Atlantique.

## Présentation
Sa forme juridique est celle d'une société anonyme coopérative d'intérêt maritime à conseil d'administration. Son statut de coopérative implique non pas la recherche du profit, mais de prix avantageux pour les biens et les services au bénéfice de ses sociétaires.

### Historique
La coopérative maritime turballaise est créée en juin 1916 par et pour les pêcheurs du port de La Turballe.
Grégoire Mandiot en prend la direction en 1967. Il est rejoint en août 1978 par Dominique Adam, qui crée un service de comptabilité, tâche jusque-là sous-traitée au Crédit maritime. Le magasin Comptoir de la Mer ouvre en 1979.
Peu après son arrivée, Dominique Adam prend la direction de la coopérative maritime de Pornic, tout en conservant la responsabilité des finances de la coopérative et du magasin de La Turballe. Lorsque Grégoire Mandiot fait valoir ses droits à la retraite en 1992, Dominique Adam lui succède et assure par conséquent la direction des trois structures. En 2009, il décide la fusion des coopératives maritimes de Pornic et de La Turballe, afin d'assurer la pérennité de l'activité à Pornic. Il prend sa retraite en 2016 pour être remplacé par un nouveau directeur, Jean-Jacques Murienne.
Le magasin s'agrandit et ouvre le 2 mai 2016 le Comptoir des Gourmets. Une deuxième phase d'agrandissement en 2017 concerne la couverture du patio pour élargir l'offre de la pêche de loisir.